# Поляков, Павел Сергеевич
Павел Сергеевич Поляков (7 [20] декабря 1902, Разуваев, Область Войска Донского — 30 октября 1991, Фрайзинг) — казачий писатель, переводчик, поэт и публицист, представитель белой эмиграции.

## Биография
Родился 7 (20) декабря 1902 года на отцовском хуторе Разуваев казаков Поляковых, станицы Островской Усть-Медведицкого округа области Войска Донского (ныне — Ольховский район Волгоградской области), в семье казачьего офицера из старинного донского казачьего дворянского рода. Детство его прошло на родном хуторе, а затем он был отправлен родителями на учёбу в Камышинское реальное училище.
В 1918 году 16-летним добровольцем вступил в ряды Донской армии и в её рядах сражался на Донском фронте Гражданской войны.
В начале 1920 года в рядах 13-го Донского полка, в числе некоторых других частей казачьих формирований, не обеспеченных командованием Добровольческой армии возможностью эвакуироваться из Новороссийска в Крым, вместе с родителями ушёл по Черноморскому побережью Кавказа в Грузию. Через некоторое время в городе Поти похоронил мать.
Вместе с отцом — полковником С. А. Поляковым — перебрался в Крым, где был зачислен в конвой генерала П. Н. Врангеля.
В начале ноября 1920 году эвакуировался из Крыма в Турцию. В конце 1921 года, как и многие тысячи российских изгнанников, Поляковы переехали в Королевство сербов, хорватов и словенцев.
Здесь он был зачислен, для завершения образования, в Донской кадетский корпус в Билече (Герцеговина).
В 1924 году, в 35-м выпуске, окончил кадетский корпус и поступил на отделение филологии философского факультета Белградского университета, по окончании которого работал чиновником министерства народного просвещения Югославии; одновременно привлекался к работе в литературном бюро югославской Скупщины (парламента) в качестве одного из редакторов документов.
Его литературный дар проявился в период учёбы в Югославии, где в разные годы кадетами издавались рукописные журналы «Донец», «Казак», «Донец на чужбине» и «Наука и жизнь», где он публиковался.
В 1925 году в литературном сборнике «Казачий быт» (Париж) было помещено его стихотворение «Степи».
В 1926 году принят в созданное в Чехословакии творческое объединение «Литературная Казачья Семья» (ЛКС). Однако в 1929 году из-за разногласий с руководителем ЛКС, донским казаком И. И. Колесовым, вместе с группой других казаков вышел из состава объединения.

## Литературная деятельность
В 20-30-е годы его многочисленные стихи, а также поэмы, отдельные рассказы и фельетоны публиковались в изданиях казачьего зарубежья: «Вольное Казачество» (Чехословакия-Франция), «Казачий Путь» — «Путь Казачества», «Тихий Дон», «Казачий сполох», «Казачество», «Казакия» (все — Чехословакия), «Родимый Край», «Казачье дело», «Казачий Голос» (все — Франция), «Единство» (Югославия).
В 1937 году в № 6 (12) журнала «Дневник казака» (г. Париж) прошло сообщение о том, что в издающейся во Франции «…серии „Казачья библиотека“ вышла поэма „Иван и Феня“ П. Полякова».
В 1930-е годы в Белграде (Югославия), в его переводе на сербский язык были изданы: «Конёк-Горбунок» П. П. Ершова (1935), «Сказка о царе Салтане» А. С. Пушкина (1937) и «Вечера на хуторе близ Диканьки» Н. В. Гоголя (1938). Им были также переведены на русский язык и опубликованы в ряде изданий российского и казачьего зарубежья стихи некоторых сербских поэтов.
В 1939 году в Праге издательством «Литературная Казачья Семья» был издан его сборник «Поэмы», а несколько ранее в Югославии сборник стихов «Песни воли».

### Роман «Смерть Тихого Дона»
Только в середине 1990-х годов стало известно о том, что в послевоенные десятилетия он многие годы работал над рукописью четырёхтомного романа-эпопеи «Смерть Тихого Дона», который так и не успел завершить.
Считалось, что эта рукопись, как и некоторые другие рукописи, архив и личные вещи, была уничтожена после его смерти в больнице дома для престарелых. Однако с помощью донского казака, доктора В. А. Быкадорова (ФРГ), и донской казачки К. М. Антич удалось выяснить, что знакомый с П. С. Поляковым ещё с 70-х годов Ю. В. Денбский спас рукопись романа — итог многолетних воспоминаний и размышлений о прошлой жизни на Дону, о времени Первой мировой и Гражданской войн, выявления автором, анализа и осмысления объективных причин и субъективных факторов трагических событий 1917—1920 годов в России и особенно на Дону.
С большим художественным мастерством П. С. Поляков, показавший себя великолепным знатоком казачьего быта, отразил в романе не просто жизнь в донских казачьих хуторах и станицах, но и описал многие казачьи традиции и обычаи, подчеркнул особое отношение в казачьей среде к старикам и подрастающему поколению казаков, гордость славным казачьим прошлым, верность заветам старины и постоянную готовность к защите Отечества.
Но, проделав огромную работу, вложив в роман душу, он, видимо, не верил, что рукопись романа когда-либо будет востребована на родине. Ю. В. Денбский в письме от 28 июля 2000 года отмечал, что П. С. Поляков передал ему рукопись своего романа «так сказать мимоходом, „между прочим“, — в коридоре дома престарелых, где я его несколько раз посетил. При передаче „на ходу“ сказал только: „Посмотрите, и поступайте, как знаете“. Только и всего! А ведь работал он над этим произведением десятки лет!..».
Понимая литературную ценность романа и его исключительную значимость для культурно-исторического, духовного возрождения казачьего народа, Ю. В. Денбский вместе с проживающей в Киеве Г. И. Андреевой разобрали рукопись, квалифицированно отредактировали, сделали распечатку текста и предоставили все четыре тома романа для возможного издания.
В 2020 году музеем-мемориалом "Донские казаки в борьбе с большевиками" был издан двухтомник сочинений П.С. Полякова, в который вошли все его основные сочинения.

## Память
- Мемориальный камень установлен в хуторе Киреево[1]
- Мемориальный крест установлен на предполагаемом месте усадьбы Поляковых[2].